# Eastgate Systems
Eastgate Systems è una casa editrice e di software con sede a Watertown (Massachusetts). La Eastgate è stata la casa editrice che ha aperto la strada della pubblicazione di testi ipertestuali ed è una delle più importanti attualmente nel campo della letteratura ipertestuale, avendo in catalogo pubblicazioni di narrativa, saggistica e poesia ipertestuale. Ha sviluppato gli strumenti software Storyspace e Tinderbox: il primo è il sistema di sviluppo di ipertesti, creato da Jay David Bolter, Michael Joyce e John B. Smith, che è stato utilizzato per la scrittura dei primi esperimenti di narrativa ipertestuale; il secondo è uno strumento per la gestione di note e informazioni. Il fondatore dell'azienda e attuale responsabile della ricerca è Mark Bernstein, una figura preminente nel campo dello studio degli ipertesti.

## Elenco dei prodotti
- Tinderbox, un software per la gestione, l'analisi e la mappatura di note in un ambiente ipertestuale
- Storyspace, un ambiente di produzione di scrittura ipertestuale

## Opere pubblicate dalla Eastgate
- Michael Joyce: afternoon, a story (1987, 1990)
- Sarah Smith: The King of Space (1991)
- Stuart Moulthrop: Victory Garden (1992)
- Kathryn Cramer: In Small & Large Pieces (1994)
- Shelley Jackson: Patchwork Girl (1995)